# Братская могила батуринцев
Братская могила патриотов-батуринцев и комсомольцев-чекистов — памятник истории Гражданской войны в городе Кривой Рог.

## История
Утром 17 декабря 1919 года кавалерией генерала Слащёва был разбит отряд партизан-батуринцев Висунской республики под руководством Захара Мурляна, в плен захвачено 97 бойцов. Партизаны должны были защищать станцию, чтобы не дать возможности деникинцам отрезать Кривой Рог от Екатеринослава. Бойцы расположились на станции для отдыха, а утром на них неожиданно напал отряд казаков из дивизии Склярова. Началось неравное сражение, в результате которого удержать станцию не удалось, более сотни повстанцев были взяты в плен.
20 декабря 1919 года деникинскими войсками на станции Долгинцево возле пакгаузов локомотивного депо группами по 9 человек было расстреляно 95 батуринцев.
В январе 1920 года, после освобождения Кривого Рога от деникинцев, жители посёлка Долгинцево перенесли тела батуринцев с места их гибели на место братской могилы.
В 1938 году на могиле установлен скромный обелиск.
В 1968 году произведена реконструкция, установлена железобетонная стела. В 1968 году в могилу перенесли прах комсомольцев-чекистов П. П. Кириленко и А. М. Доронкина, погибших от рук бандитов 20 декабря 1920 года в районе Весёлых Тернов.

## Характеристика
Братская могила расположена в Долгинцевском районе на улице Военных медиков рядом со стадионом «Локомотив».
Могила представлена в виде П-образной железобетонной стелы на 10 бетонных кубических тумбах, состоящей из 12 чугунных барельефов и 11 мраморных плит, с высеченными именами погибших.
Скульптор А. В. Васякин, архитектор Б. П. Кохно. Памятник местного значения.
В частности, похоронены Андрей Тимофеевич Переяслов, Дмитрий Иванович Загородний, Иван Трофимович Лозовский.